# قورباغه گونه‌گون
قورباغه گونه‌گون یا قورباغه دلقک (نام علمی: Atelopus varius) نام یک گونه از تیره وزغ‌های راستین است.